# Rosengårds kyrka
Rosengårds kyrka var en stadsdelskyrka i Rosengård i Malmö inom Husie församling i Lunds stift.
Kyrkan invigdes 1970 och avsakraliserades (en religiös ceremoni för att symboliskt förklara kyrkan som icke-religiös byggnad) 2000. Anledningen till detta var att andelen som tillhörde Svenska kyrkan i Rosengård blivit så liten att församlingen istället valde att prioritera verksamheten i Västra Skrävlinge kyrka.
Byggnaden är belägen i Rosengårds Centrum och används numera av Malmö stad som fritidsgård (Tegelhusets fritidsgård). Adressen för kyrkan var von Rosens väg 40.

## Orgel
- 1970 byggde A. Mårtenssons Orgelfabrik AB, Lund en mekanisk orgel.

| Huvudverk I   | Svällverk II      | Pedal      | Koppel |
| Gedackt 8'    | Spetsgamba 8´     | Subbas 16´ | I/P    |
| Principal 4'  | Rörflöjt 4'       |            | II/P   |
| Kvinta 1 1/3' | Principal 2'      |            | II/I   |
|               | Crescendosvällare |            |        |